# Pazifikspiele 2023/Judo
Bei den Pazifikspielen 2023 in Honiara, Salomonen wurden vom 20. bis 21. November 16 Wettbewerbe im Judo ausgetragen.

## Medaillengewinner
Männer
| Gewichtsklasse | Gold              | Silber             | Bronze                |
| -------------- | ----------------- | ------------------ | --------------------- |
| - 60 kg        | Tamaterai         | Matteo Lepauvre    | Antoine Deprez        |
| - 60 kg        | Tamaterai         | Matteo Lepauvre    | Tebania Mwemwenikeaki |
| - 66 kg        | Jordon Greenbank  | Pierrick Idmont    | Manatoa Luciani       |
| - 66 kg        | Jordon Greenbank  | Pierrick Idmont    | Maxime Taramarcaz     |
| - 73 kg        | Ryan Koenig       | Cédric Jaszczyszyn | Gaston Lafon          |
| - 73 kg        | Ryan Koenig       | Cédric Jaszczyszyn | Antoine Marcuzzo      |
| - 81 kg        | Jason Apavou      | Toanui Lucas       | Castens Beyers        |
| - 81 kg        | Jason Apavou      | Toanui Lucas       | Paulo Taukafauli      |
| - 90 kg        | Danny Vojnikovich | Maevarau Le Gayic  | Maasi Falevalu        |
| - 90 kg        | Danny Vojnikovich | Maevarau Le Gayic  | Vincent Neris         |
| - 100 kg       | Ponove Falevalu   | Julien Ragusa      | Yasmin Aho            |
| - 100 kg       | Ponove Falevalu   | Julien Ragusa      | Evan Jolif            |
| +100 kg        | Jérémy Picard     | Teva Gouriou       | Sailosi Ealelei       |
| +100 kg        | Jérémy Picard     | Teva Gouriou       | Derek Sua             |
| Offene Klasse  | Teva Gouriou      | Castens Beyers     | Ponove Falevalu       |
| Offene Klasse  | Teva Gouriou      | Castens Beyers     | Jérémy Picard         |

Frauen
| Gewichtsklasse | Gold              | Silber              | Bronze                  |
| -------------- | ----------------- | ------------------- | ----------------------- |
| - 48 kg        | Ambre Popoff      | Veronica Tari       | Anna Bumseng            |
| - 52 kg        | Anneliese Fielder | Joy Quemener        | Poeiti Golhen           |
| - 52 kg        | Anneliese Fielder | Joy Quemener        | Priscilla Monthouel     |
| - 57 kg        | Joyce Brival      | Gaston Lafon        | Antoine Marcuzzo        |
| - 63 kg        | Gaston Lafon      | Gaston Lafon        | Georgina Samo George    |
| - 70 kg        | Saya Middleton    | Anaïs Gopea         | Imihia Teumere          |
| - 70 kg        | Saya Middleton    | Anaïs Gopea         | Haukea Vitielli         |
| - 78 kg        | Alannah Joyce     | Elizabeth Tengai    | nicht vergeben          |
| - 78 kg        | Korfoi Biu        | Edith Kofela        | nicht vergeben          |
| Offene Klasse  | Anaïs Gopea       | Teraimatuatini Bopp | Saya Middleton          |
| Offene Klasse  | Anaïs Gopea       | Teraimatuatini Bopp | Ashley Suta Dit Saponia |